# 张焕纶
张焕纶（1846年—1904年），字经甫，号经堂，中国近代小学教育的创始人。
张焕纶出生于上海梅溪弄（今蓬莱路）书香门第。早年曾就读于龙门书院，师从知名学者刘熙载。其间他还与胡适的父亲胡传为同窗，两个由此结下深厚友谊，胡传去世后他曾作《胡铁花先生家传》。光绪四年（1878年），张焕纶与朋友沈成浩、徐葵德等创办正蒙学院，这是中国人自己创办的第一所近代小学。光绪八年（1882年），改名为梅溪书院。光绪二十三年（1897年）被盛宣怀聘任为南洋公学首任总教习。在任期间，张焕纶主持开办师范班，成为中国师范教育的先河。光绪二十四年（1898年）辞职，但仍继续主持梅溪书院。光绪二十八年（1902年）任敬业学校总教习。光绪三十年（1904年）逝世。